# Сяка (Побору, Олт)
Сяка (рум. Seaca) — село у повіті Олт в Румунії. Входить до складу комуни Побору.
Село розташоване на відстані 133 км на захід від Бухареста, 32 км на північ від Слатіни, 66 км на північний схід від Крайови, 138 км на південний захід від Брашова.

## Населення
За даними перепису населення 2002 року у селі проживали 311 осіб, усі — румуни. Усі жителі села рідною мовою назвали румунську.